# Hermann Lange (NS-Opfer)

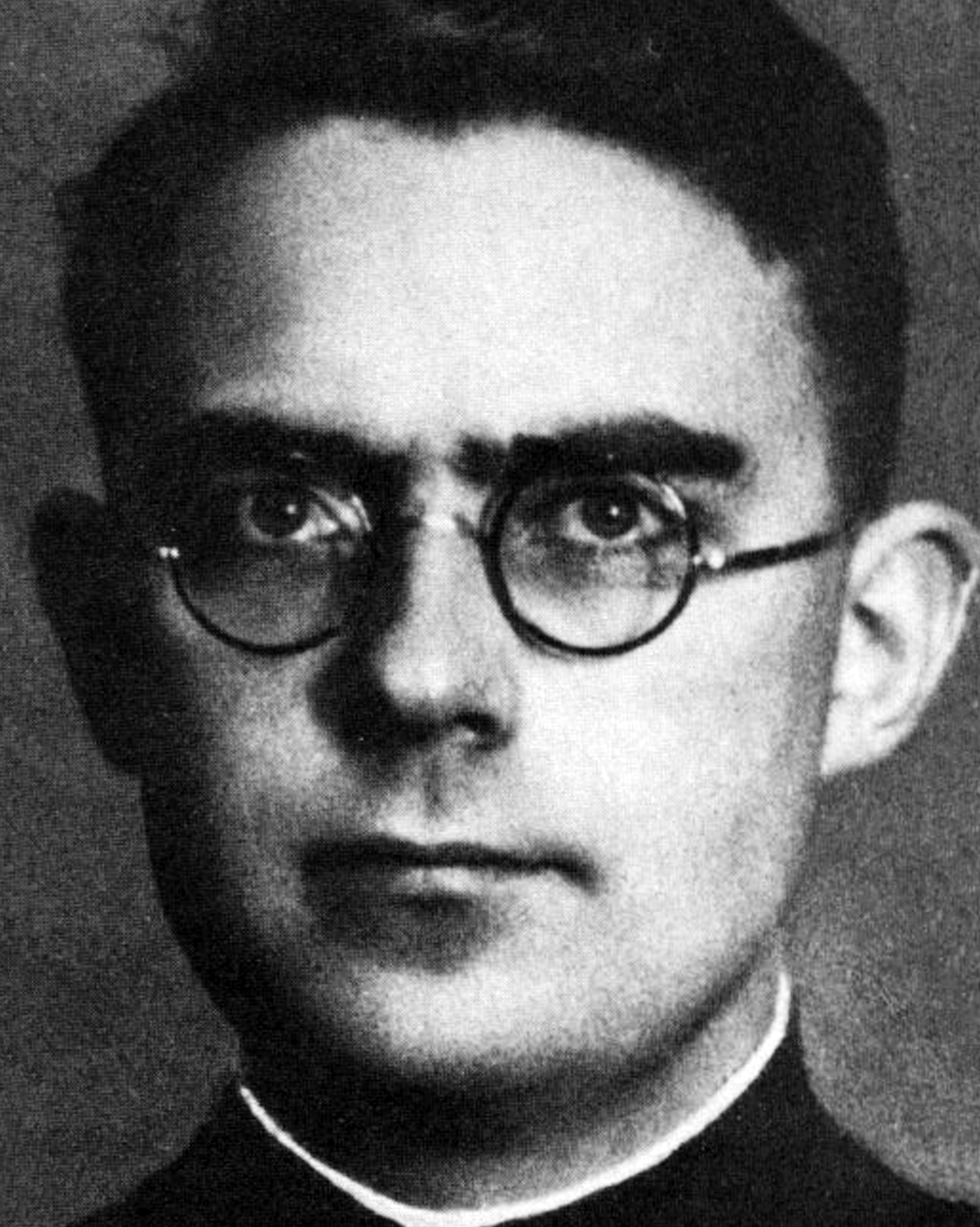
Hermann Lange

Hermann Lange (* 16. April 1912 in Leer; † 10. November 1943 in Hamburg) war ein deutscher katholischer Priester, der Opfer der politischen Justiz des Nationalsozialismus wurde und zu den so genannten Lübecker Märtyrern gehört. 2011 wurde er seliggesprochen.

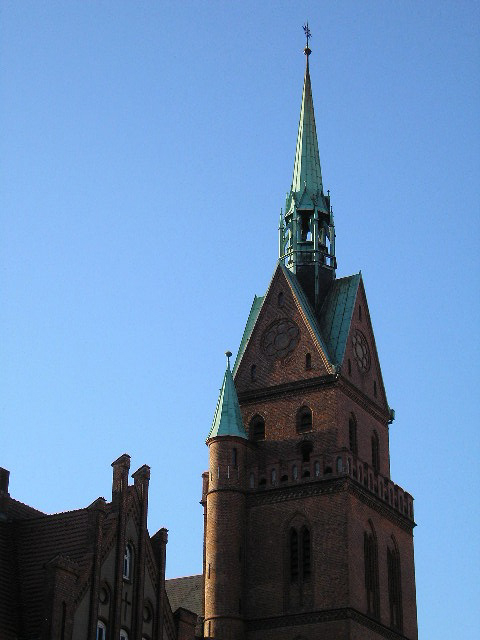
Herz-Jesu-Kirche in Lübeck

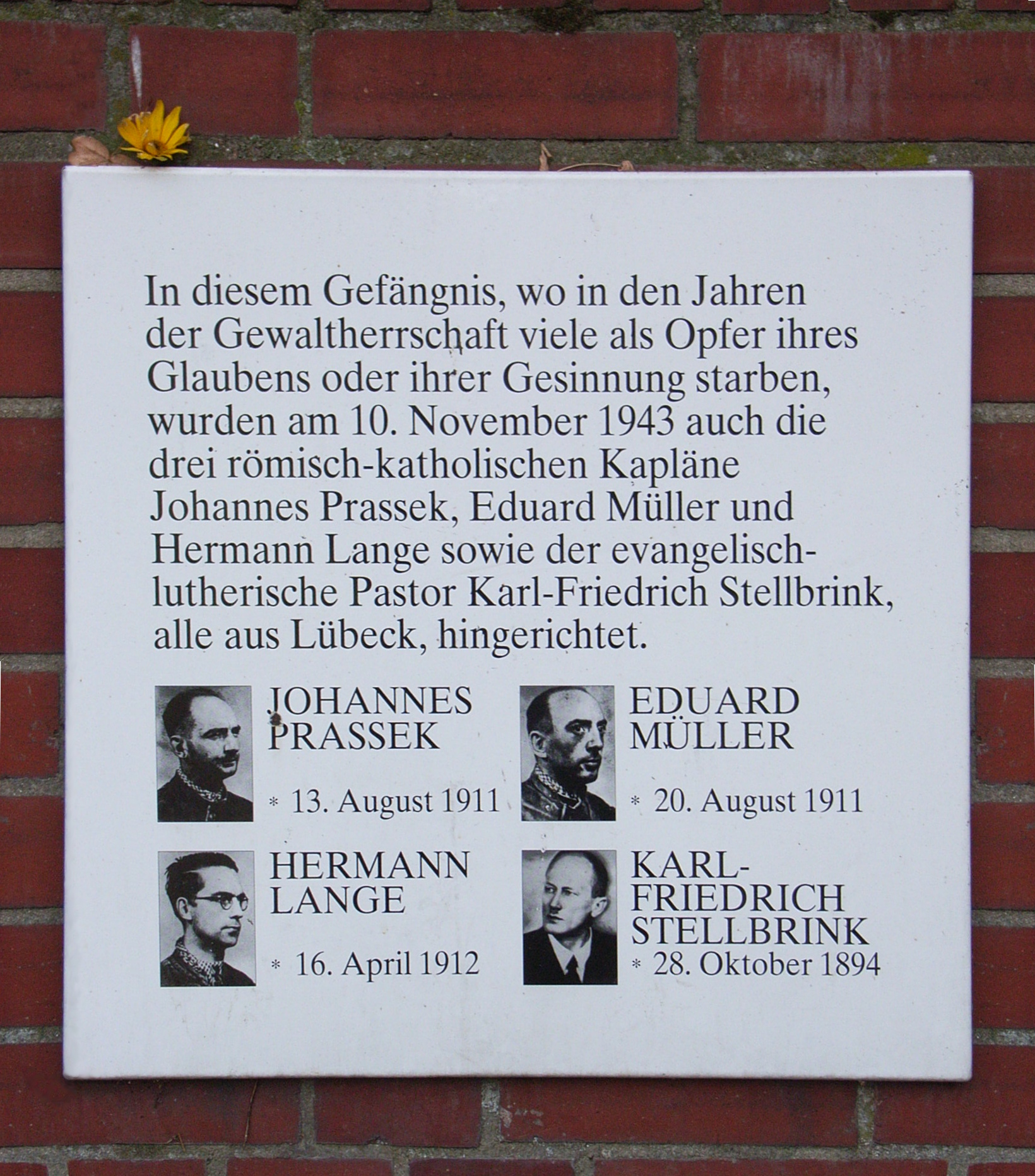
Gedenktafel in den Wallanlagen beim Untersuchungsgefängnis Hamburg

## Biografie
Hermann Lange wuchs in Leer als Sohn eines Navigationslehrers in gutbürgerlichen Verhältnissen auf und besuchte das dortige Gymnasium. Sein gleichnamiger Onkel Hermann Lange war Pastor in Bremen sowie Domdechant in Osnabrück und sein Vorbild. Als Gymnasiast trat er dem katholischen Bund Neudeutschland, einem Teil der katholischen Reformbewegung, bei und wurde dort auch dessen Gruppenleiter. Früh entschied er sich, Priester zu werden. Er stand dem Nationalsozialismus stets ablehnend gegenüber.
Er studierte katholische Theologie in Münster und empfing am 17. Dezember 1938 im Hohen Dom in Osnabrück die Priesterweihe. Am 26. Dezember 1938 hielt er seine Heimatprimiz, die erste eigene Messe, in der St.-Michael-Kirche in Leer. Nach seelsorgerischer Tätigkeit an St. Joseph in Neustadtgödens und Lohne bei Lingen wurde er am 1. Juni 1939 zum Adjunkt und ein Jahr später zum Vikar an der katholischen Hauptkirche, der Herz-Jesu-Kirche in Lübeck, ernannt. Seine Hauptaufgabe bestand in der Jugend- und Männerseelsorge der Gemeinde.
Lange wird von Zeitzeugen als ungewöhnlich ernsthaft, zuverlässig und pädagogisch begabt beschrieben. Er gilt als der Intellektuelle unter den verhafteten drei Geistlichen der Propsteikirche. Seine Predigten hatten ein hohes Niveau. Der reformorientierte Theologe betrachtete den Nationalsozialismus mit Abscheu und prangerte im kleinen Kreis die Kriegsverbrechen der Deutschen an. Er stand einem Wehrdienst unter nationalsozialistischer Führung kritisch gegenüber.

## Verhaftung und Prozess
Lange vervielfältigte und verteilte Flugblätter und NS-kritische Schriften, darunter die verschriftlichten Predigten des Münsteraner Bischofs Clemens August Graf von Galen. Schließlich wurde er denunziert und am 15. Juni 1942 von der Gestapo wegen „Vorbereitung zum Hochverrat“ verhaftet, nachdem bereits im Jahr zuvor eine Hausdurchsuchung bei ihm stattgefunden hatte. Er leugnete seine negative Einstellung zum Nationalsozialismus und Krieg nicht. Mit ihm in Haft kamen zwei weitere katholische Geistliche der Propsteikirche – Eduard Müller und Johannes Prassek – sowie der evangelische Pastor Karl Friedrich Stellbrink, die sich ebenfalls gegen das NS-Regime gewandt hatten. In der gleichen Aktion wurden auch 18 katholische Laien verhaftet. Lange wurde – von seinen katholischen Mitbrüdern getrennt – mit dem evangelischen Pastor Stellbrink in das Gefängnis Lübeck-Lauerhof eingeliefert. Aus der Haftzeit ist ein Brief Langes überliefert: „Ich persönlich bin ganz ruhig und sehe dem Kommenden entgegen. Wenn man wirklich die ganze Hingabe an den Willen Gottes vollzogen hat, dann gibt das eine wunderbare Ruhe und das Bewusstsein unbedingter Geborgenheit … Menschen sind doch nur Werkzeuge in Gottes Hand. Wenn Gott meinen Tod will – es geschehe sein Wille …“ Nach einjähriger Untersuchungshaft fand Ende Juni 1943 ein dreitägiger Prozess vor dem 2. Senat des Berliner Volksgerichtshofes statt, der hierzu eigens nach Lübeck gereist war. Das vom Staatsanwalt Drullmann geforderte und vom Gericht beschlossene Todesurteil wegen „Zersetzung der Wehrkraft in Verbindung mit landesverräterischer Feindbegünstigung und Rundfunkverbrechens“ nahm Kaplan Lange in Gottvertrauen ungebeugt an. Er und seine geistlichen Mitangeklagten wurden daraufhin in die Hamburger Haftanstalt Holstenglacis verlegt. Dort besuchte ihn sein Bischof, Hermann Wilhelm Berning. Das Gnadengesuch für seine drei Priester blieb erfolglos.
Hermann Lange wurde in der Untersuchungsgefängnis Holstenglacis am 10. November 1943 um 18.26 Uhr durch Scharfrichter Friedrich Hehr mit dem Fallbeil hingerichtet. Seine letzten Worte an den Gefängnispfarrer Behnen lauten: „… ein frohes Wiedersehen im Himmel. Grüßen Sie mir meine lieben Lübecker und meine Landsleute in Leer.“

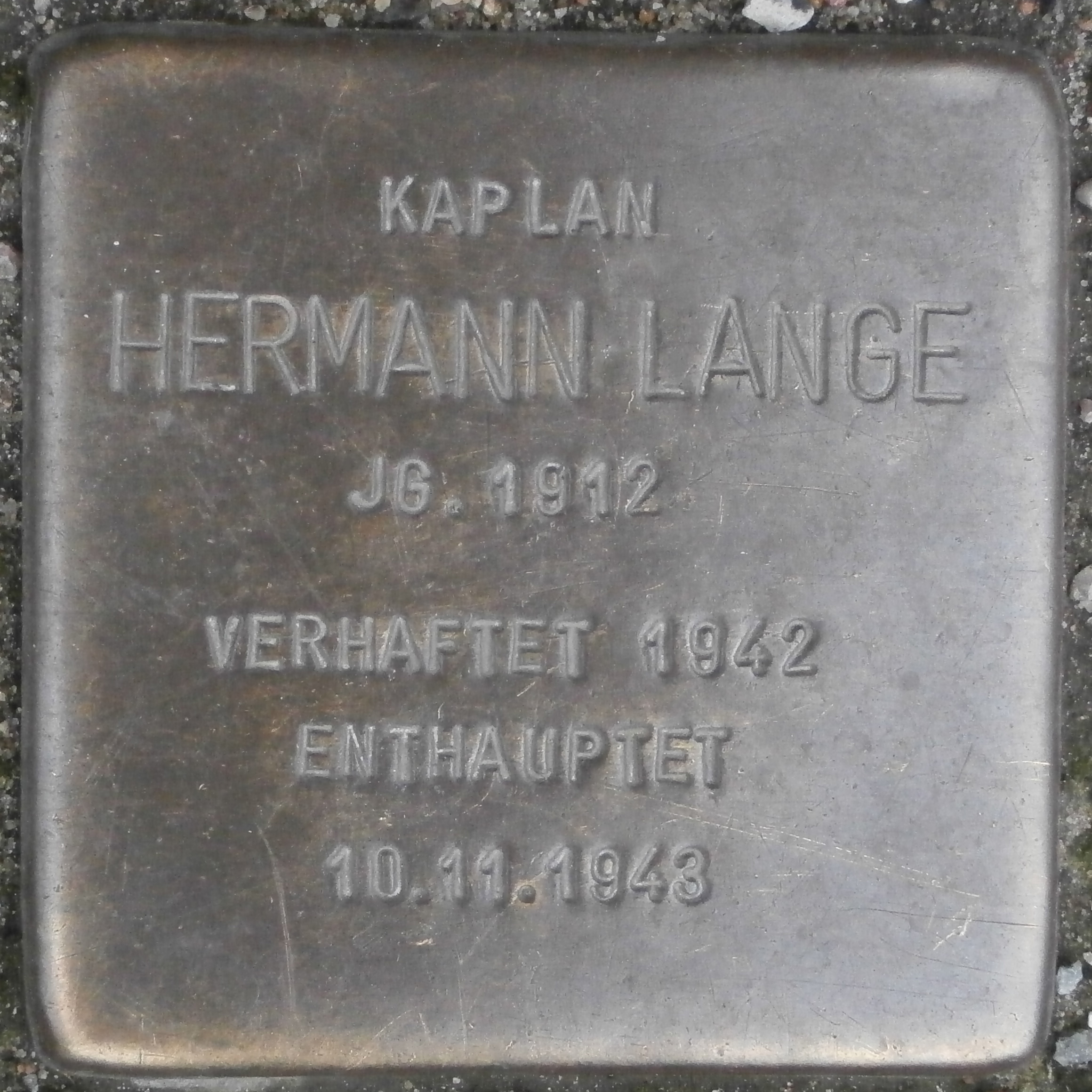
Stolperstein für Hermann Lange in Hamburg-Neustadt

## Erinnerung

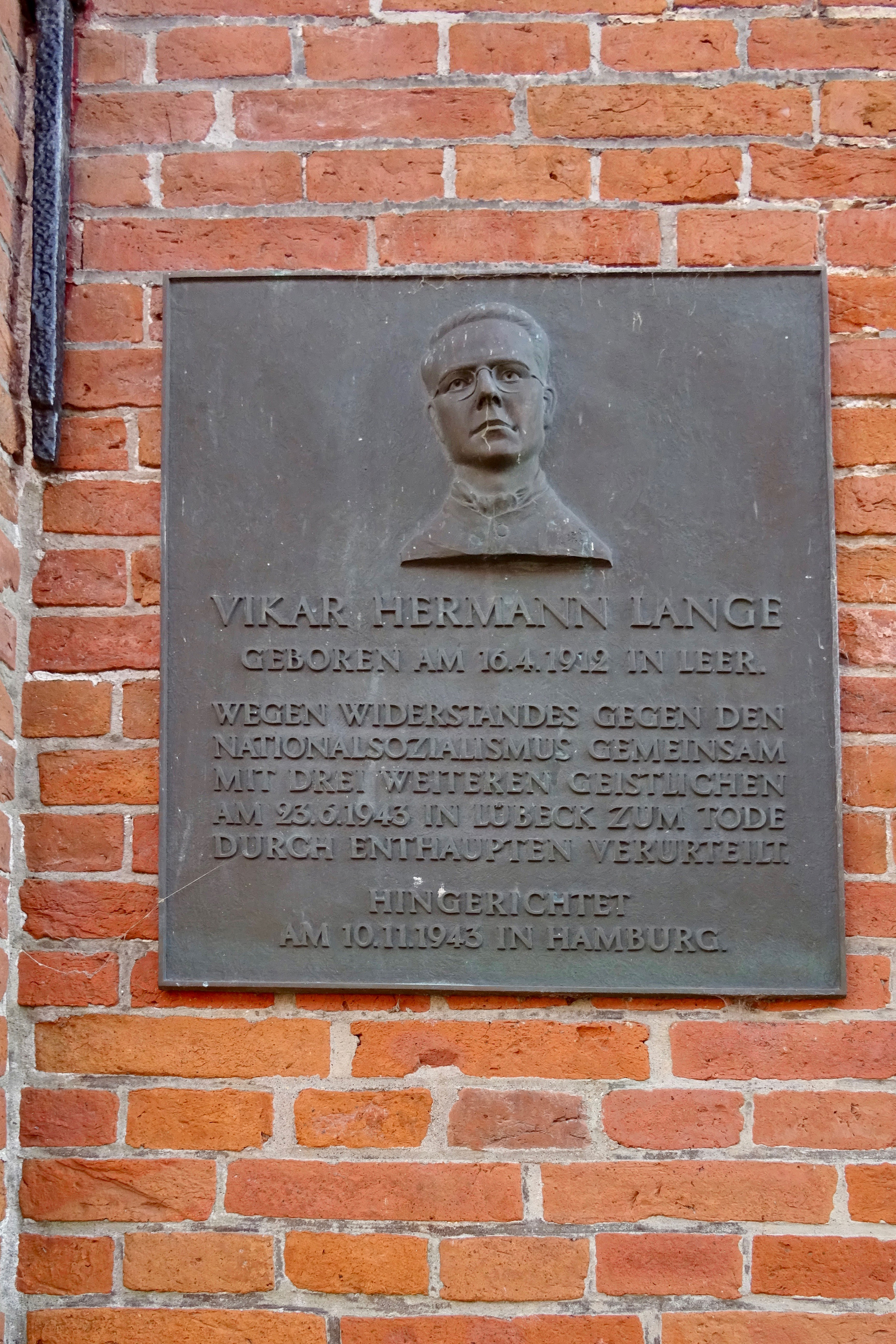
Gedenktafel an der Mauer der St.-Michael-Kirche (Leer) in Ostfriesland zur Erinnerung an den Lübecker Märtyrer Hermann Lange. Plakette gestaltet durch Karl-Ludwig Böke.

Die gemeinsame Hinrichtung der vier Geistlichen, deren Blut unter dem Fallbeil im Minutenabstand „förmlich ineinander geflossen“ ist, ist heute eine tragende Säule norddeutscher Ökumene.
Die Urne mit der Asche Hermann Langes wurde erst in seiner Heimatstadt beigesetzt und befindet sich heute unter einer Glasplatte im Boden der Krypta der Propsteikirche zu Lübeck. Im Oktober 2013 wurde in einem Anbau dieser Kirche die Gedenkstätte Lübecker Märtyrer eröffnet, die über die damalige politische und kirchliche Situation, die vier Geistlichen und die mitangeklagten Laien informiert.
An der Außenmauer der Hamburger Untersuchungshaftanstalt erinnert eine Gedenktafel an die hingerichteten Geistlichen. Die beiden katholischen Kirchengemeinden in Leer fusionierten zum Jahr 2018. Die neue Gemeinde hat den sel. Hermann Lange zum Patron. In der Kirche St. Michael wurde im Jahr 2015 ein Gedenkort für die Lübecker Märtyrer eingerichtet. In Lübeck, Leer, Papenburg und Hamburg wurden Straßen nach Hermann Lange benannt, des Weiteren das Gemeindehaus der katholischen Kirchengemeinde Maria Königin in Leer-Loga. Auf dem Vorplatz der St.-Antonius-Kirche in Lohne befindet sich seit 2010 eine Statue von Herrmann Lange, er war dort im Jahr 1939 tätig.

## Seligsprechungsverfahren
Im März 2004 veröffentlichte das Erzbistum Hamburg die Absicht, ein Seligsprechungsverfahren für Hermann Lange, Johannes Prassek und Eduard Müller einzuleiten. Daher wurde am 10. Mai 2004 der römische Jurist Andrea Ambrosi zum „Postulator“ – dem Anwalt des Verfahrens – ernannt. Das Verfahren galt als schwierig, da einerseits eine Trennung der drei katholischen Märtyrer vom evangelischen Pastor Stellbrink als inakzeptabel angesehen wird, andererseits die Seligsprechung eines evangelischen Pastors nicht möglich ist. Am 1. Juli 2010 gab das vatikanische Pressebüro bekannt, dass Papst Benedikt XVI. den Präfekten der Kongregation für Heiligsprechungen autorisiert habe, ein entsprechendes Dekret „in Geltung zu setzen“, und das Seligsprechungsverfahren abgeschlossen sei. Die Seligsprechung Langes und der beiden anderen katholischen Geistlichen fand am 25. Juni 2011 vor der Herz-Jesu-Kirche in Lübeck statt. Dabei gedachte Kardinal Walter Kasper in seiner Predigt auch des Protestanten Stellbrink. Als liturgischen Gedenktag setzte der Vatikan den 25. Juni fest, da der Tag der Hinrichtung im kirchlichen Generalkalender bereits belegt war.